# Hyperkinetisk syndrom hos 4 år gammelt barn
Hyperkinetisk syndrom hos 4 år gammelt barn er en dansk dokumentarfilm fra 1950 instrueret af Villars Lunn.

## Handling
Begrænses mulighederne for lokomotoriske urobevægelser, optræder stereotype håndbevægelser og tilløb til medbevægelser. Når barnet overlades til sig selv, er det i stadig bevægelse, de samme 'handlinger' gentages stereotypt. Opmærksomheden afledes stadig ved synet af nye genstande.